# پادشاه ارشد
پادشاه ارشد یا پادشاه عالی یا پادشاه اعظم (به انگلیسی: High king)، به یک پادشاه گفته می‌شود که بدون مقام امپراتور، بر گروهی از دیگر پادشاهان برتری داشته باشد. این عنوان با شاه شاهان مشابهت دارد. پادشاهان ارشد در طول تاریخ، معمولاً بر سرزمین‌هایی با وحدت فرهنگی حکومت می‌کردند؛ بنابراین، پادشاهان ارشد از امپراتورهایی که بر سرزمین‌های چندملیتی و ناهمگون حکم می‌رانند یا پادشاهان فئودالی که زیردستان‌شان مناصب کمتری را به عهده می‌گیرند، متمایز هستند. پادشاهان ارشد می‌توانند با رأی سایر پادشاهان کوچک‌تر انتخاب شوند یا از طریق جنگ و زور به این مقام برسند.
اصطلاح پادشاه اعظم در برخی پادشاهی‌های باستانی و اوایل قرون وسطی در کشورهای جزایر بریتانیا یعنی اسکاتلند، انگلستان و ازجمله ایرلند به‌کار می‌رفته است. معمولاً پادشاهان مقتدر آنها که بر سایر پادشاهان رهبری می‌یافتند به خود لقب «پادشاه اعظم» می‌دادند. پادشاهانی که در تاریخ از سوی معاصران خود یا پژوهشگران مدرن پادشاه ارشد نامیده شده‌اند، شامل: پادشاهان ایرلند با عنوان «پادشاه ارشد ایرلند» (Ard Rí Érenn) مانند برایان بارو، پادشاهان اسکاتلند (Ard Rí Alban) مانند مکبث، پادشاهان بریتون مانند کاسیبلآنوس و برخی پادشاهان پیکت هستند.
بیشتر از همه در ایرلند، پادشاهان ارشد بخش مهمی از تاریخ و اساطیر این کشور را تشکیل می‌دهند. آنها شخصیت‌های اساطیری معروف به «Ard Rí» (در زبان بومی) بودند که ادعای مالکیت کل جزیرهٔ ایرلند را داشتند. مطابق اساطیر ملی، داستان این پادشاهان به ۱۵۰۰ سال پیش از میلاد بازمی‌گردد؛ اما آنهایی که سرگذشت‌شان تا پیش از سدهٔ پنجم میلادی روایت شده، به عنوان پادشاهان افسانه‌ای و بخشی از اساطیر ایرلندی در نظر گرفته می‌شوند. با گذشت از اساطیر، مائل سکنیل (Máel Sechnail) به عنوان نخستین پادشاه ارشد تاریخی ایرلند شناخته می‌شود که بین سال‌های ۸۴۶ تا ۸۶۰ میلادی سلطنت کرد. پس از مائل یکم، ۱۶ پادشاه ارشد دیگر در ایرلند تا سال ۱۱۶۶ که روئدری او کنخور (Ruaidrí Ua Conchobair) آخرین پادشاه ارشد به تخت نشست، وجود داشت. تا اینکه حکومت او با تهاجم آنگلو-نورمن‌ها در سال ۱۱۹۸ ساقط شد و پادشاهی ارشد ایرلند پایان گرفت. بسیاری از چیزهایی که امروزه از پادشاهان عالی ایرلند می‌دانیم، آمیزه‌ای از حقیقت و افسانه هستند. به نوشتهٔ فرهنگ لغت اساطیر سلتی، نباید Ard Rí را چیزی بیش از یک پادشاه در نظر گرفت و این اصطلاح ظاهراً یک عنوان افتخاری بوده که به رهبران قدرتمند محلی داده شده است.